# Удалгури (округ)

Округа Ассама (8 — Дарранг)

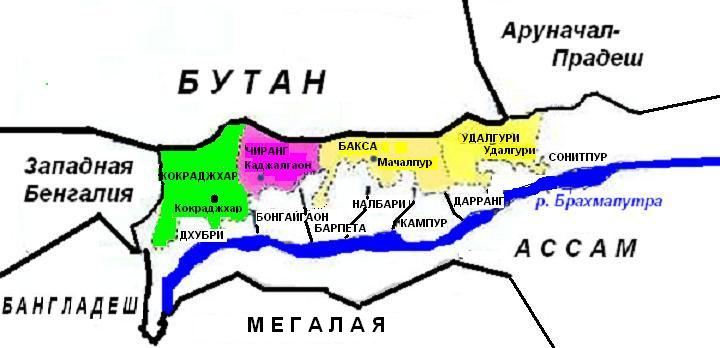
Четыре округа Бодоланда

Удалгури (англ. Udalguri) — округ в индийском штате Ассам. Образован 14 июня 2004 года из части территории округа Дарранг. Административный центр — город Удалгури. Площадь округа — 1852 км². По данным всеиндийской переписи 2001 года население территории составляло 756 671 человек.
Занимает территорию дуаров, примыкает к Бутану, но не имеет выхода к Брахмапутре. На северо-востоке также примыкает к штату Аруначал-Прадеш.
7 декабря 2003 года в результате соглашения с ассамским сопротивлением Бодоланда было образовано Территориальное Объединение Бодоланд в составе штата Ассам, в состав которого вошёл новообразованный округ Удалгури, занимающий северную часть округа Дарранг.